# Pondras
Pondras ist ein Ort und eine ehemalige Gemeinde (Freguesia) im portugiesischen Kreis Montalegre. Die Gemeinde hatte 131 Einwohner (Stand 30. Juni 2011).
Am 29. September 2013 wurden die Gemeinden Pondras und Venda Nova zur neuen Gemeinde União das Freguesias de Venda Nova e Pondras zusammengeschlossen.